# Баланівка
Балані́вка — село в Україні, у Бершадській міській громаді Гайсинського району Вінницької області.

## Географія
Село Баланівка розташоване на Подільській височині в Гайсинському районі Вінницької області. Протікає річка Берладинка.

## Історія

### У складі Речі Посполитої
Баланівка заснована на території Брацлавського воєводства Речі Посполитої. Належала князям Любомирським, а потім графам Собанським і Потоцьким. Містечко Баланівка належало князям Збаразьким, а пізніше князям Вишневецьким. 
1630 р. турецький адмірал скаржився польському послу, що Рашків, Бершадь і Баланівка - то паланки і гнізда козацькі.
З початком Національно-визвольної війни 1648—1657 років тут утворилася Баланівська сотня, що входила до складу Брацлавського полку. Сотня зникла в другій половині XVII століття. В 1664 було зруйноване.
Власники активно розвивали фільваркове господарство. Поселенці платили податки — від ріллі, будинків, городів, підводний, подимне, чохове та інші.
З кінця 18 ст. містечко належало шляхтичам Собанським гербу Юноша. Ієронім Собанський (Hieronim Sobański h. Junosza) перетворив Баланівку в значну подільську резиденцію. Наприкінці 18 ст. він вибудував тут палац та багато господарських будівель. Він започаткував тут годівлю тонкорунних овець, кілька тисяч яких він доставив сюди з Саксонії та Моравії. Крім овець Собанський розводив тут і породистих собак. Ієронім був заможним поміщиком, окрім Баланівки він володів в Ольгопільському повіті Торканівкою, Павлівкою, Демидівкою, Сумівкою, Крушинівкою і Кошаринцями (останні три села він придбав в 1828 році у свого родича О. Собанского), у Ямпільському повіті — Писарівкою (її продав у 1809 році В. Ярошинському), і у Балтському повіті Шляховою, Ракуловою і Криничкою (останні три села в 1808 році продав К. Бржозовському). Одружений був з Кароліною Жевуською. У 1814 році в них народилась дочка Констанція Гонората (пом. 1838). 5 листопада 1815 Кароліна подала в Каменецький духовний консисторський суд прохання про розлучення. Суд декретом від 15 березня 1816 року визнав розлучення «внаслідок неможливості життя з ним (Ієронімом Собанським) в шлюбних зобов'язаннях через слабкості тієї ж (Кароліни), загрози (їй) втрати нею не лише здоров'я, але і життя». Одружився другий раз з Анною Дзержек.
Спадок свій Ієронім розділив між синів, а дочкам дісталися великі суми готівкою. Марія-Констанція (до шлюбу Сапега Потоцька, 27.XII.1837-29.III.1923), онука Ієроніма, дочка Констанції Гонорати, у шлюбі Сапега, подала позов, який виграла в 1855 році, ставши повноправною власницею Баланівки. Марія Ксаверівна Потоцька (1837—1923), яка постійно проживала у маєтку Високо-Літовське (Гродненська губернія, сучасна Білорусь) або її син Якуб Потоцький (1863—1934) були останніми власниками Баланівки. Марія Ксаверівна бувала тут дуже рідко. Баланівка перетворилася на прибутковий маєток, який здавався в оренду.
Вступивши у володіння Баланівкою, Марія Ксаверівна виявила, що палац близький до руйнування, і оскільки проживала вона тепер здебільшого у Високому, баланівський палац вирішили розібрати в 1860 р. Розібравши палац, із цегли збудували нову церкву. Після знищення палацу помешканням дідичам та державцям служив двір біля ставу. Будинок був довжиною 30 м, а шириною 12 і був збудований ще до Яреми Собанського. Зали в середині будинку були висотою 4 м. Біля ставу був двір з парком. В будинку знаходилося кілька картин та репродукцій, частина з них була привезена Потоцькими з Раю під Бережанами, польсько-французька бібліотека, біля головного салону знаходилася оранжерея, яка слугувала як зимовий сад. В оранжереї вирощували кактуси, пальми цитрусові та численні квіти. Інша оранжерея знаходилася біля фільварку. З веранди кількома терасами простягалися трояндові клумби. В ставку вигодовували коропів.
За 30 м від будинку проходила дорога, відділена від маєтку обмурованим ровом, глибиною до 2,5 метрів. Рів зі сторони двору був обсаджений живоплотом. Біля в'їзної брами знаходилася вежа з годинником, висотою 30 м. Години та чверть години, вибивали два дзвони. Маєток оточував парк (20 га), закладений разом з маєтком Денісом Макклером. Перед палацом та двором знаходився величезний дитинець, який пізніше перетворено в газон.
Найвидатнішими пам'ятками архітектури села є Стражниця та водяний млин, церква 17 — 19 століття.
Баланівський Кармалюк — Роговий Федір Опанасович. Про нього складалися легенди. Письменник Тимофій Пронько зібрав цінний матеріал у селі про Рогового і написав чудову книгу «Лісна людина».

### Мікротопонімія
Першою почала заселюватись вулиця Загаріївка. Назву свою вона дістала за більшістю прізвищ Загаріїв, які тут поселились. Пізніше почали заселюватись вулиця Витягайлівка, яка свою назву дістала від того, що вона дуже витягнута. Одна з центральних вулиць — Старинці. Пізніше Баланівка стала поділятись на Стару Баланівка і Слободу — Баланівку.

### Господарство
Перші поселенці вели дрібне натуральне господарство — займалися хліборобством, скотарством, бджільництвом, полюванням, рибальством. Безземельні селяни займались ткацьким, кравецьким, столярським ремеслом, яке було мало розвинене.
1646 на річці Берладинці побудували греблю, а 1647 — млин, який справно служить по цей день.

### У склад Імперії Романових
1810−1823 коштом родини Собанських споруджено кам'яну церкву святого Миколая чудотворця з окремою цегляною дзвіницею. Церкву Ієронім Собанський нібито збудував через тяжкий гріх:
| А було це так. У пана був вивід собак «псярня». Пан наказав завідувачу приручити цуценя молодій жінці, у якої була грудна дитина. Та чоловік згаданої жінки вбив те цуценя. Тоді пан наказав кинути чоловіка псам. Церковні служителі подали справу в «святий синод», де було призначено панові великий гріх і присуджено побудувати 5 церков, у яких люди будуть відмолювати панські гріхи. В народі так і кажуть, що ця церква побудована «за собачки». |
Коштом Собанських 1878 збудовано ще одну церкву. Зруйнована комуністами.
Про село Баланівку у Подільській архівній відомості за 1869рік №З зустрічається запис: «ніяких культурних закладів, крім шинка у селі не було. Церковно —слов'янської грамоти вчили дяки і то лише дітей заможних людей у селянських хатах. В приході є міністерське народне училище, відкрите в 1877 р. і в 1897 р. відкрита ще школа грамоти».
Станом на 1885 рік у колишньому власницькому селі П'ятківської волості Ольгопільського повіту Подольської губернії мешкало 4112 осіб, налічувалось 393 дворових господарства, існували 2 православні церкви, 2 постоялих будинки, водяний млин, винокурний завод.
За переписом 1897 року кількість мешканців зросла до 5211 осіб (2583 чоловічої статі та 2628 — жіночої), з яких 5035 — православної віри.
1898 графиня Потоцька відвела для школи пристойне приміщення в центрі села. Розпочинався навчальний рік восени, після закінчення всіх польових і городніх робіт. Тоді за лаву сідало З5-40 дітей.
1908 — в селі нова школа. Земська управа 2 роки збирала гроші на будівництво і влітку 1910 закладено кам'яний фундамент. 191З завершено побудову школи на 5 класних кімнат і маленьку кімнату для вчителя. Це була перша двокомплектна початкова школа з 4 —х річним терміном навчання. Єдиним учителем в селі був Василь Білошитський.
1905, 1907, 1917 р. — виступи селян, мітинги.

### У складі УНР
7 (20) листопада 1917 року, відповідно до Третього Універсалу Української Центральної Ради, увійшло до складу Української Народної Республіки.
1917—1921 у селі декілька раз мінялася влада. Комуністична окупація наразилася на опір отаманів Шевченка, Коваленка, Труженка, Волинця — офіцерів та старшин армії УНР.

### Антирадянське повстання
У березні 1930 року в Баланівці та Поташні Бершадського району більшовицькі органи влади ліквідовано, члени радянських організацій, комітетів незаможних селян, партійці та комсомольці втекли в ліс. За даними окружного відділу ДПУ УСРР, на околицях сіл були виставлені караули. Натовпи селян із кількасот осіб співали «Ще не вмерла Україна!» «З села Баланівки Бершадського району після рішучих заходів нашого загону, — читаємо в зведенні, — пішло до лісу 500 чоловік, озброєних вилами й сокирами».

### Голодомор
Особлива сторінка історії села-створення колгоспів. У 1929 році в селі було організовано перший колгосп «Певний шлях». Головою колгоспу спочатку було обрано вчителя Лірника Івана Яковича, а згодом малодосвідченого дев'ятнадцятирічного юнака Корнелюка Данила Максимовича. 1932—1933 руками й цього юнака комуністи чинили Голодомор. Під час другого голодомору, проведеного радянською владою, загинуло 150 осіб. 1941 із села викинули сталіністів. Проте перед утечею та 1944 сталіністи встигли мобілізувати 1119 чоловік, 447 із них довели до смерті.
На різних фронтах у складі сталінської армії воювали односельці: Сталінградська битва — 7 чоловік, битва за Москву — 9, оборона Ленінграда — 6, Курська битва — 12, захоплення Варшави — 5, Праги — 12, наруга над Берліном — 6 чоловік.
У роки Другої світової війни діяло гетто, куди нацистами насильно зганялися євреї.

### Період другої присутності комуністів
1944 до села вдерлися сталіністи. Почали облави на молодь, грабували селян. 1946—1947 — влаштували черговий голодомор, від якого баланівці рятувалися в західній Україні, під захистом УПА.
У 1951 році пройшло перше укріплення колгоспів: утворили 4 колгоспи, у 1959 р. — друге укріплення, організували один колгосп ім. Кірова, головою якого було обрано Корнелюка Д. М.
1967 відкрито Баланівську середню школу. Всі умови створено і в дитячому садочку для малюків села.
Із введенням в дію в 1986 році нової дільничної лікарні практично знято всі проблеми в медичному обслуговуванні сільських жителів. Тут працює терапевтичний, стоматологічний, рентгенівський кабінет, лабораторія і поліклініка. Медичне обслуговування надають 3 лікаря з вищою освітою, 17- із середньою спеціальною.
У 80-х роках вирішено проблему формування центру села, побудовано адміністративне приміщення, у якому розмістились всі служби сільськогосподарського підприємства, сільська рада, відділення зв'язку, АТС, бібліотека.
Більше 20 років на території села працює радіотелевізійна передавальна станція.
1978 — почесне звання Герой соціалістичної праці присвоєно Дяченку Івану Омеляновичу.
1989 — на базі колгоспу організовано сільськогосподарське підприємство — агрофірму «Колос», її керівником став Царюк Анатолій Павлович. На території села розпочато переробку сільськогосподарської продукції. До ладу стали крупорушка, олійня, кондитерський цех, млин, цехи по виготовленню вершкового масла та згущеного молока, по виготовленню гірчиці і хрону, чипсів, горілчаних виробів.

### Звільнення України
У селі 22 торгових об'єкти. Окрасою села стала «Кав'ярня» та торговий будинок ТОВ "Агрофірма «Баланівська».
Доріг з твердим покриттям 78 км.
Основними напрямками розвитку сільського господарства є виробництво зерна, цукрових буряків, соняшнику, молока та м'яса. Площа сільськогосподарських угідь 5145 га, у тому числі ріллі 4454 га, 65 га фруктового саду. Розвинене тваринництво: тваринницький комплекс, де завершується реконструкція, свино — та вівцеферми, пасіка, 3 тракторні бригади, автопарк, ремонтні майстерні, цегельний завод, майстерня по ремонту електродвигунів.
З січня 2006 року в село прийшов інвестор ТОВ «Зернопродукт».
Промисловість села представляє ДСПР «Бершадський рибцех». В його користуванні 539 га водного дзеркала.

### Незалежність України
12 червня 2020 року, відповідно розпорядження Кабінету Міністрів України № 707-р «Про визначення адміністративних центрів та затвердження територій територіальних громад Вінницької області», село увійшло до складу Бершадської міської громади.
19 липня 2020 року, в результаті адміністративно-територіальної реформи та ліквідації Бершадського району, село увійшло до складу Гайсинського району.

## Церква
Перша церква в селі — дерев'яна. Збудована у 1733 році та підлягала єпархії Української Греко-Католицької Церкви із центром у Радомишлі. У 1752 церкву перебудували, окремо спорудили і невелику кам'яну дзвіницю. За греко-католицькими візитаціями, церкві належало 45 десятин і 712 сажень землі, з яких присадибних 3 десятини, орної в трьох змінах 29 десятин і 1552 сажнів, сінокосів 12 десятин і 960 сажень.

## Музей села
Працює краєзнавчий музей, який налічує 5800 експонатів. Ініціатор — голова агрофірми «Колос» А. П. Царюк та голова сільської ради Н. Волощук. Музейний працівник Когут Г. М. Щорічно музей відвідують 13,500 екскурсантів. Є й зарубіжні гості: США, Канада, Англія, Японія, Китай, Корея, і інші.
Працює дитячий ансамбль сопілкарів «Жайвір», створений у жовтні 1999 — 15 хлопчиків та дівчаток різного віку. Ансамбль брав участь в обласному фестивалі народної творчості «Подільське гроно колектив», в II Всеукраїнському фестивалі народної творчості «Тобі рідний краю всім серцем співаю», Міжнародному фестивалі у м. Балті «Ми з тобою в одному колі».
Усі музичні інструменти виготовив керівник колективу сопілкарів Володимир Віхренко.

## Пам'ятки
- Заповідні сосни — ботанічна пам'ятка природи місцевого значення.
- Ободівська Дубина — ботанічна пам'ятка природи місцевого значення.
- Ободівська дача — ботанічний заказник місцевого значення.
- Еталонна діброва — ботанічна пам'ятка природи місцевого значення.
- Ободівські сосни — ботанічна пам'ятка природи місцевого значення.

## Відомі люди
Генералами збройних сил України стали Романенко Павло Вікторович, Петрук Валерій Климович, Дісяк Павло Пилипович.
- Білаш Світлана Олексіївна — український графік.
- Бучік Олексій Іванович (01.05.1974 — 06.10.2022) — український військовик, учасник російсько-української війни[10].
- Вихренко Іван Гнатович (1939—2004) — український художник декоративно-прикладного мистецтва. Член Національної спілки художників України (1990).
- Ковалишин Сергій Іванович (03.02.1989 — 18.03.2023) — український військовик, учасник російсько-української війни[11].
- Кукурудза Семен Ілліч (нар. 1943) — український вчений фізико-географ.
- Кушнір Володимир Макарович — доцент Одеського інституту народного господарства, був радником з питань економіки села, району[12].
- Москаленко Валентин Валентинович (18.03.2002 — 26.02.2022) — український військовик, учасник російсько-української війни.
- Погончик Григорій Олексійович (нар. 1955) — український педагог, журналіст, історик, краєзнавець.
- Скрипник Станіслав Володимирович — український художник.
- Сокиринський Ярослав Володимирович (26.11.1994 — 01.06.2023) — український військовик, учасник російсько-української війни[13]..
- Фартушняк Анатолій Дем'янович — поет, журналіст. Його поезія це чудовий баланівський край, це щирі і працьовиті односельці — збірки «Моє село», «Мово рідна, солов'їна», «Щоденник».

## Галерея

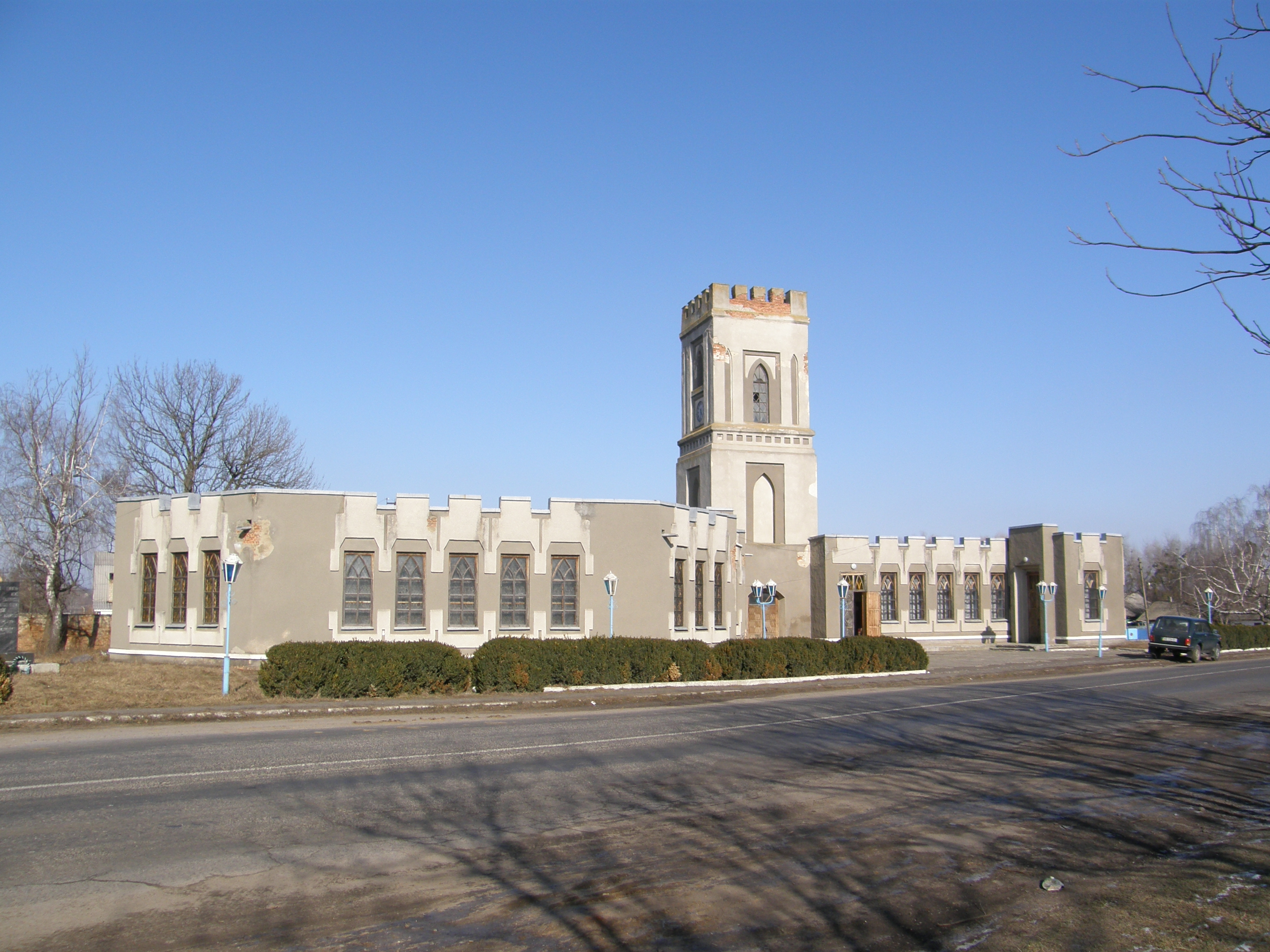
Стражниця та краєзнавчий музей
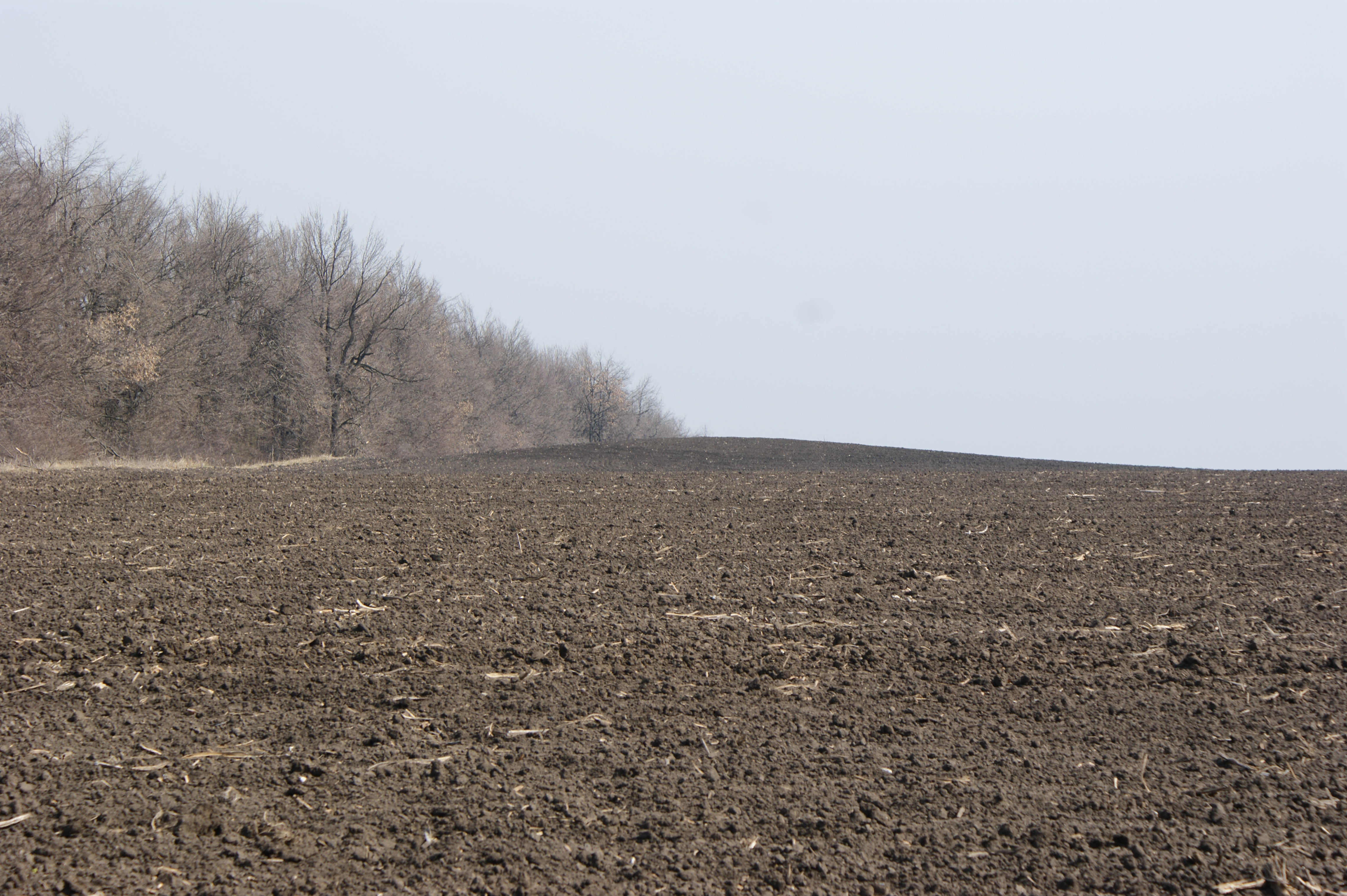
Курган поблизу села
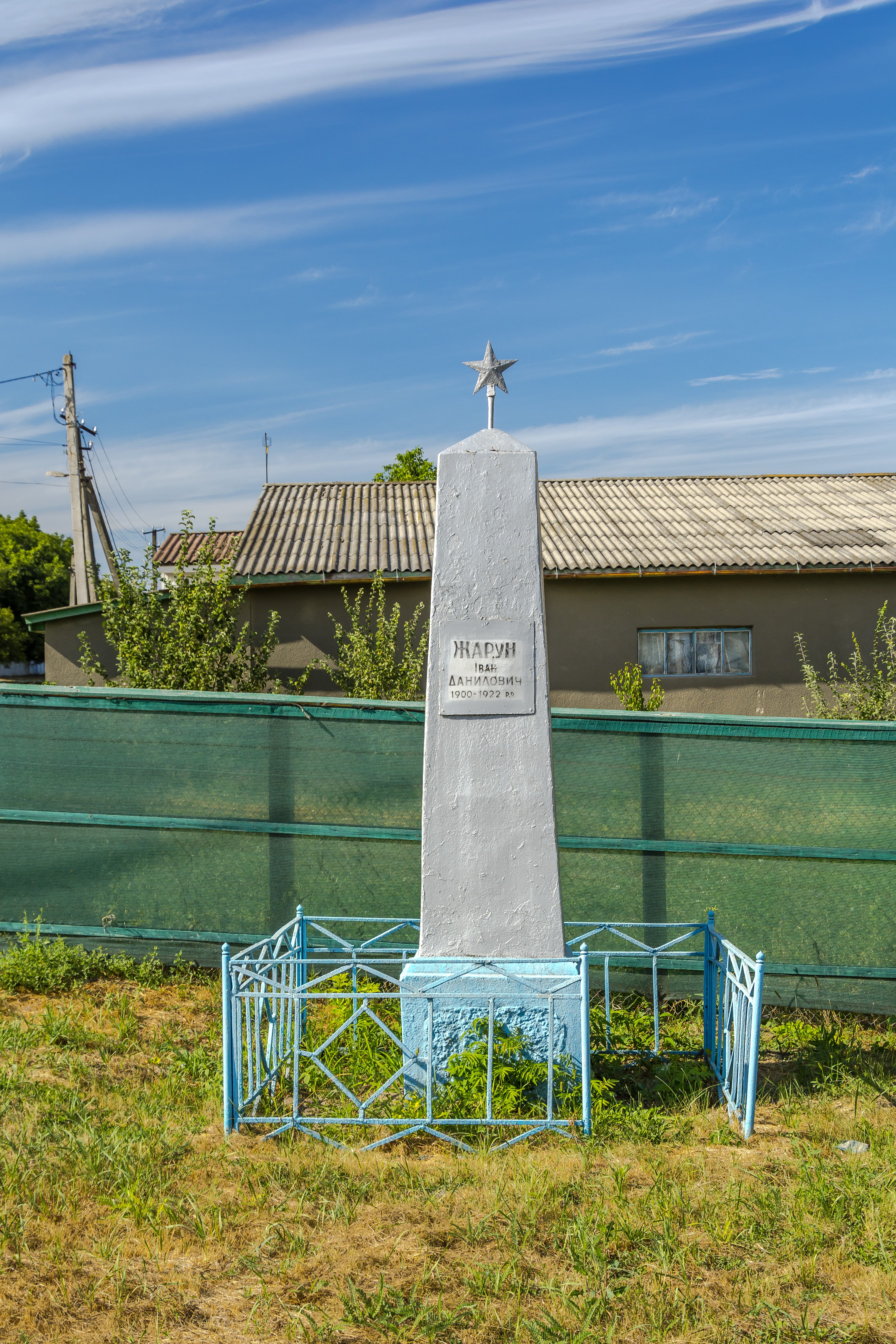
Пам'ятник на місці страти учасника громадянської війни І. Д. Жарун
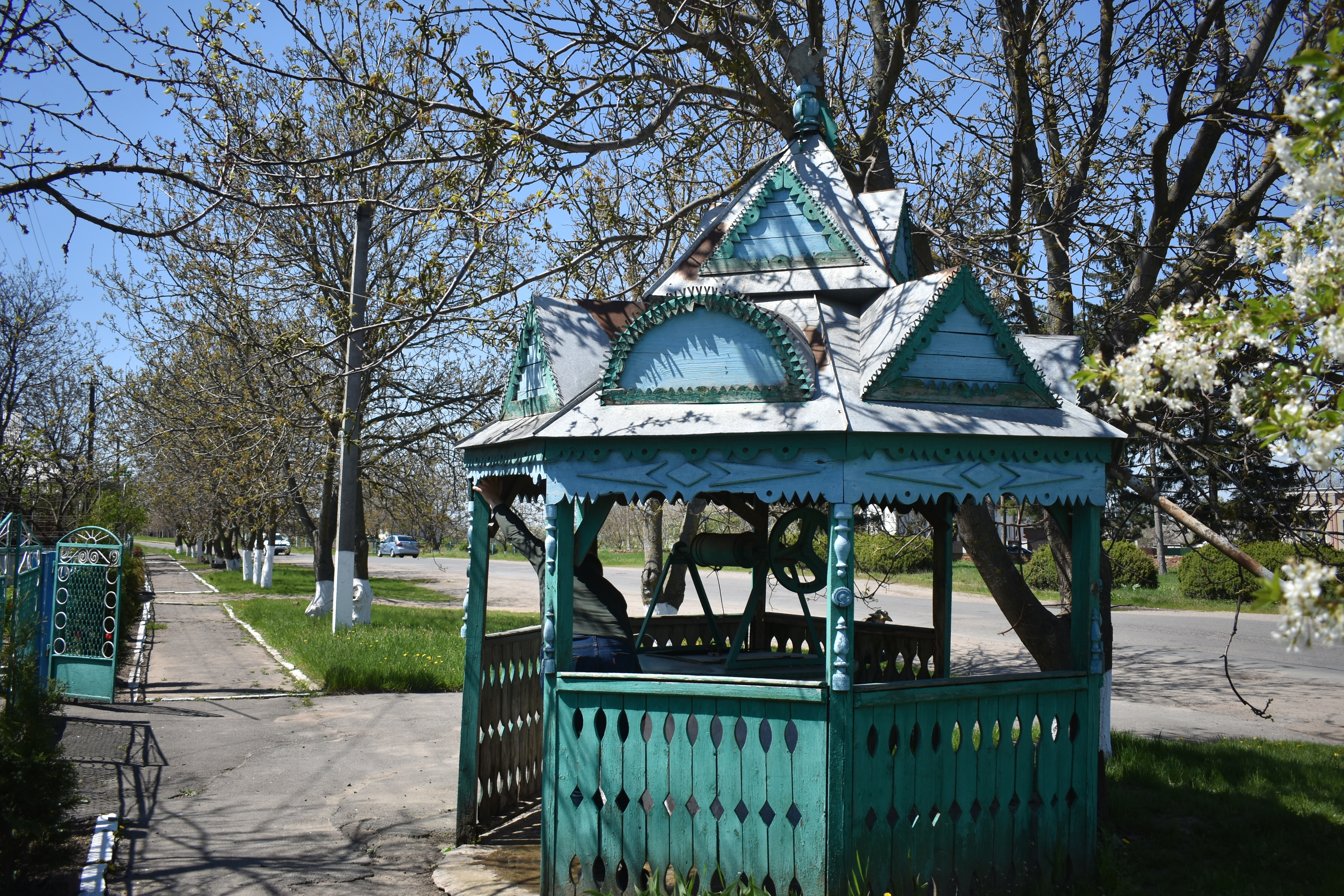
Сільська криниця
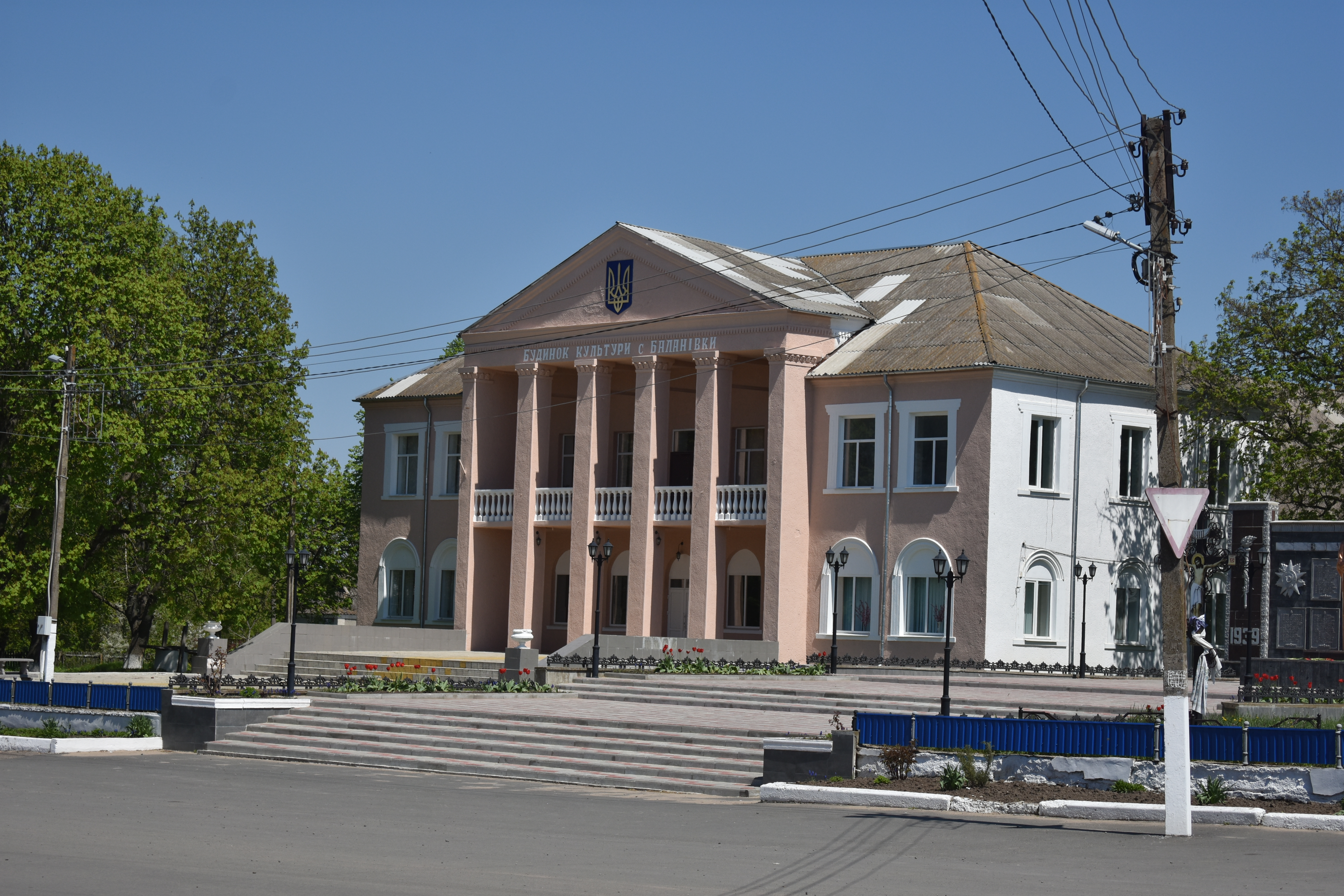
Будинок культури
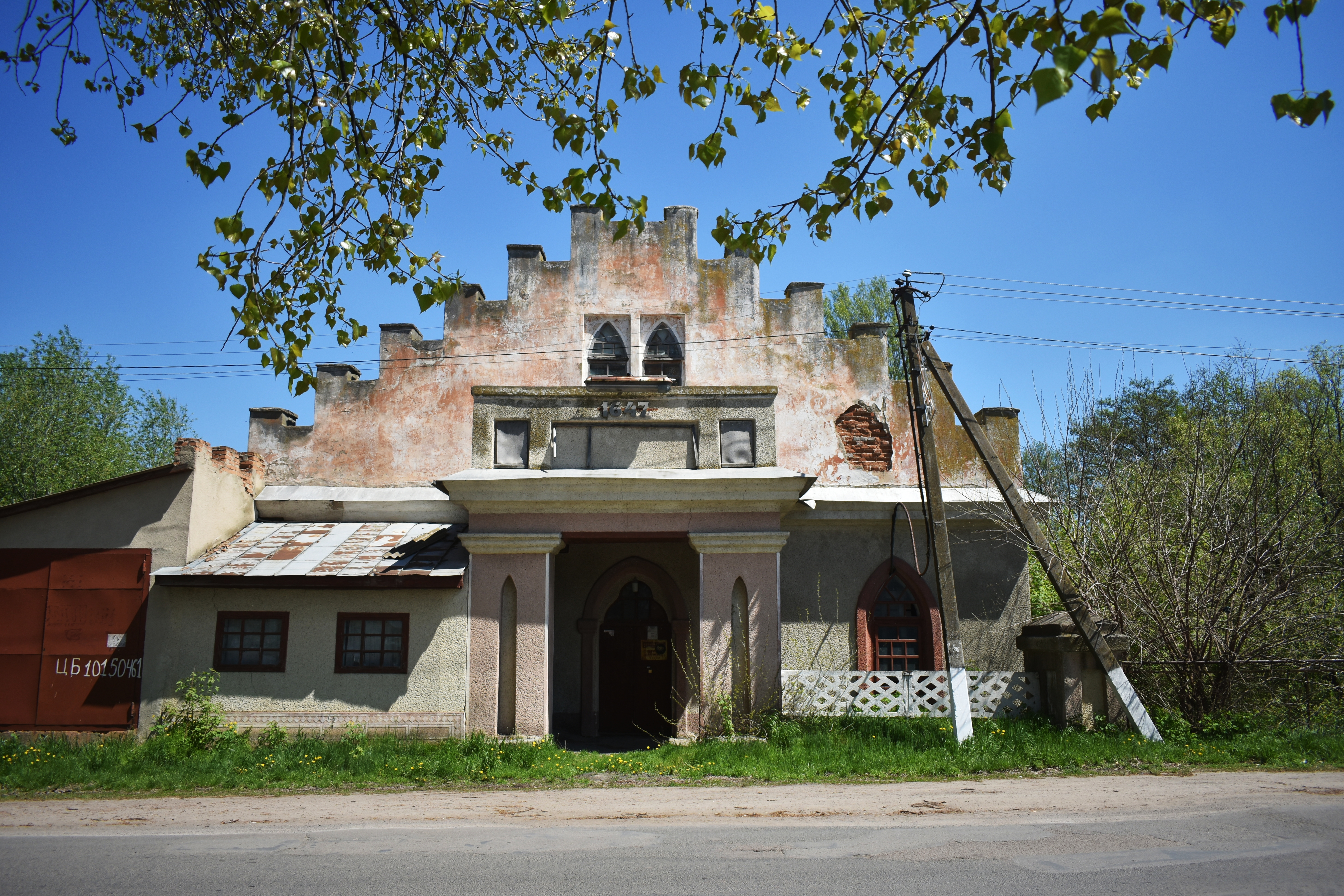
Млин
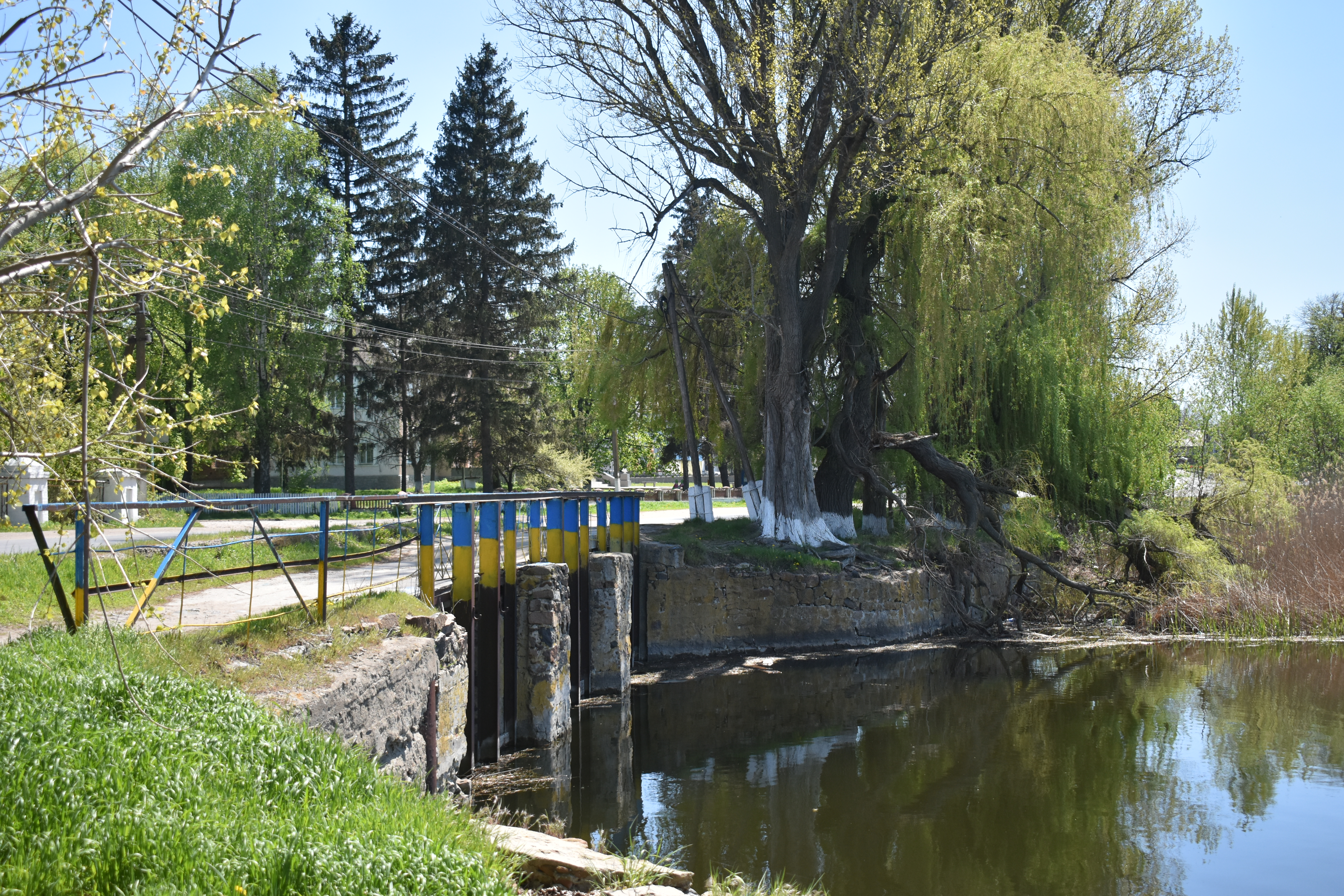
річка Берладинка
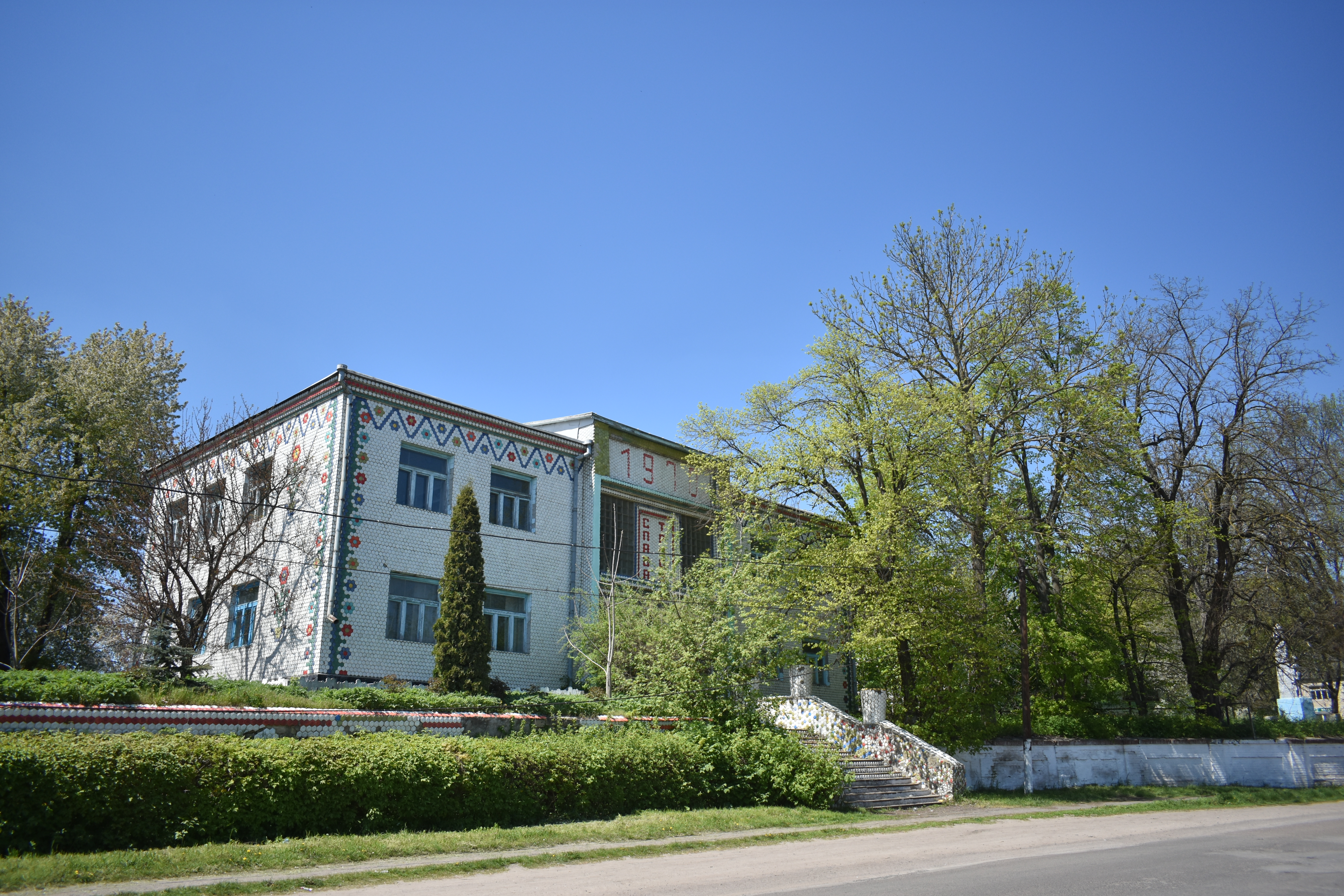
рибцех
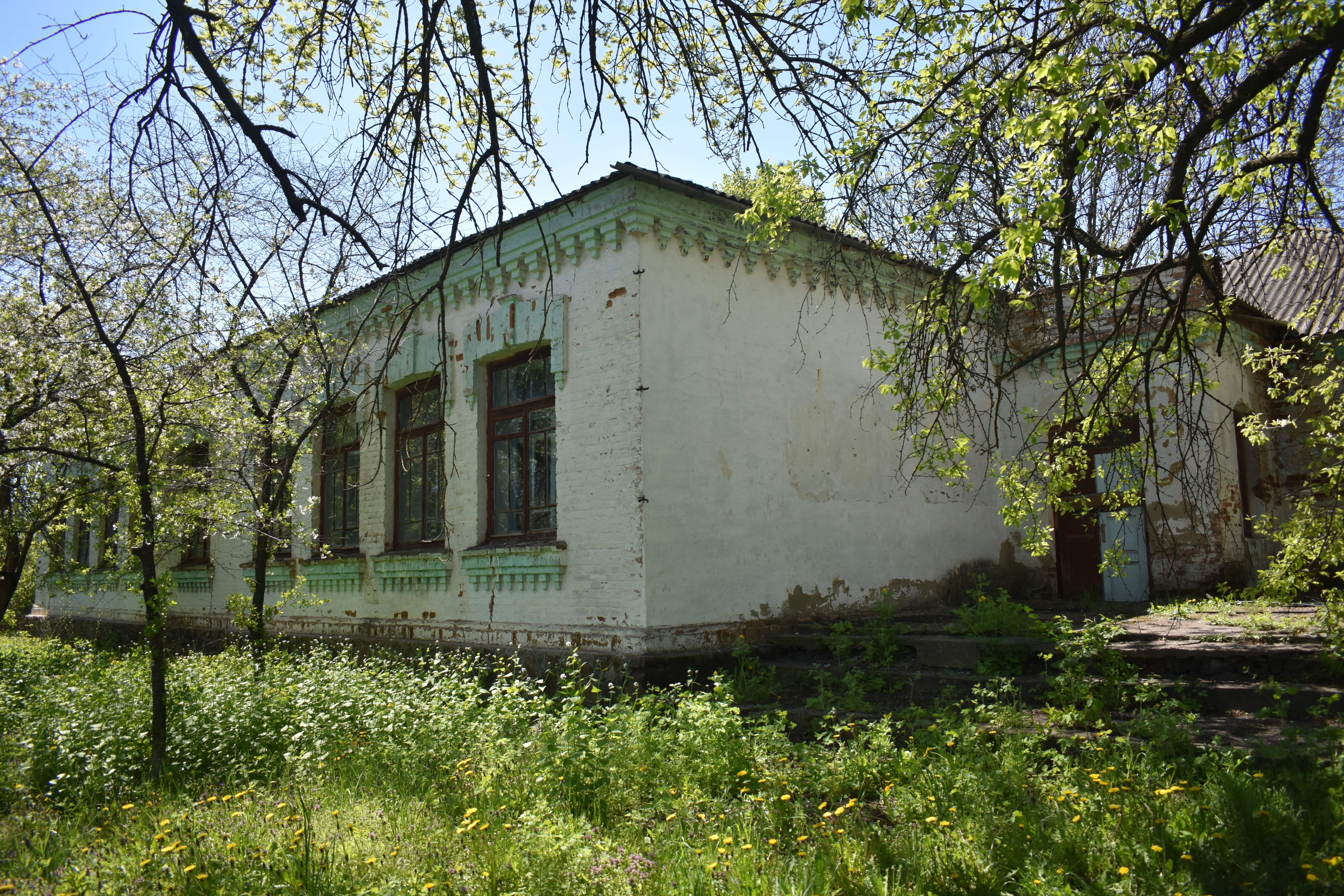
колишня садиба біля лікарні
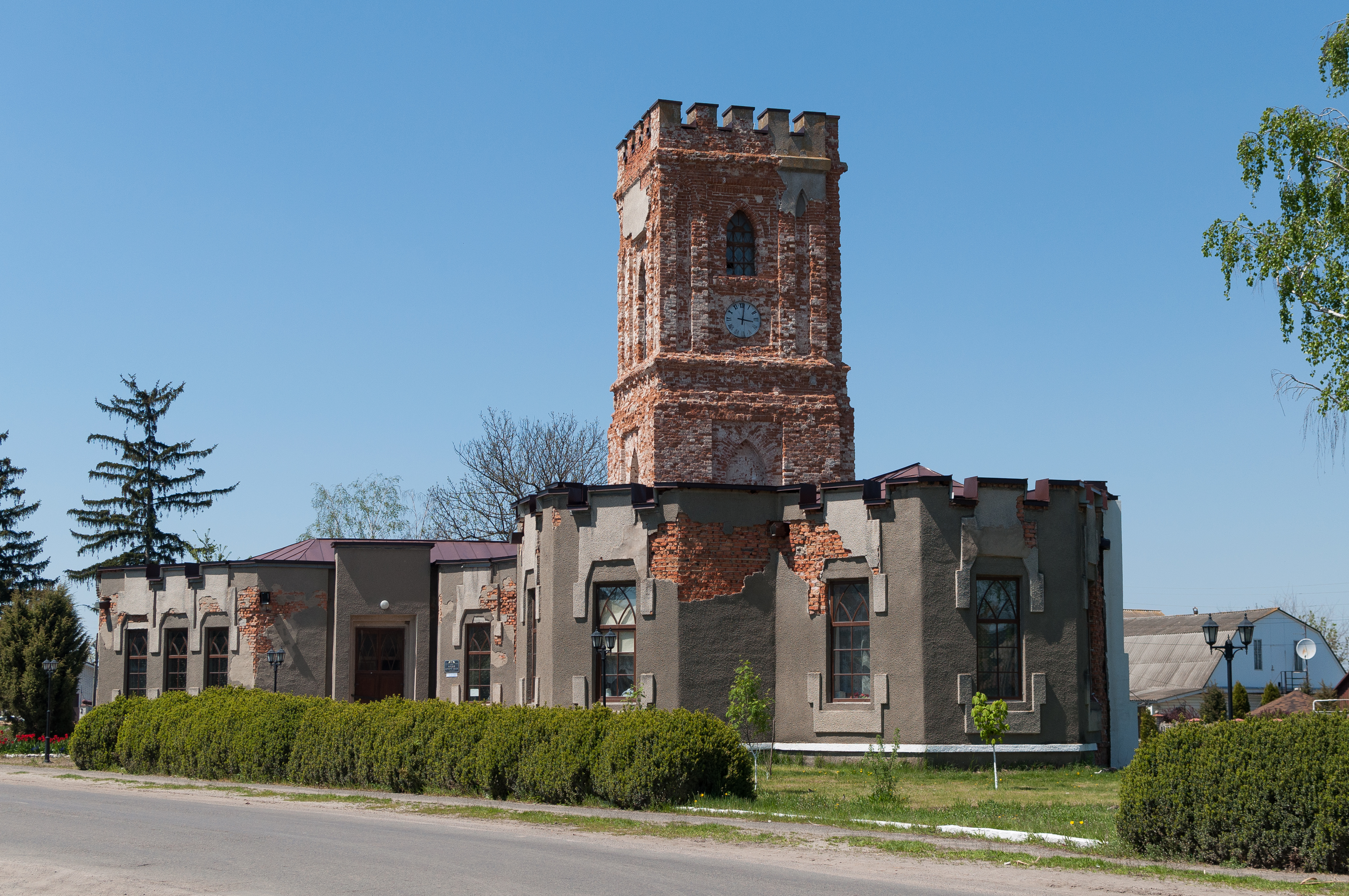
Сторожова вежа
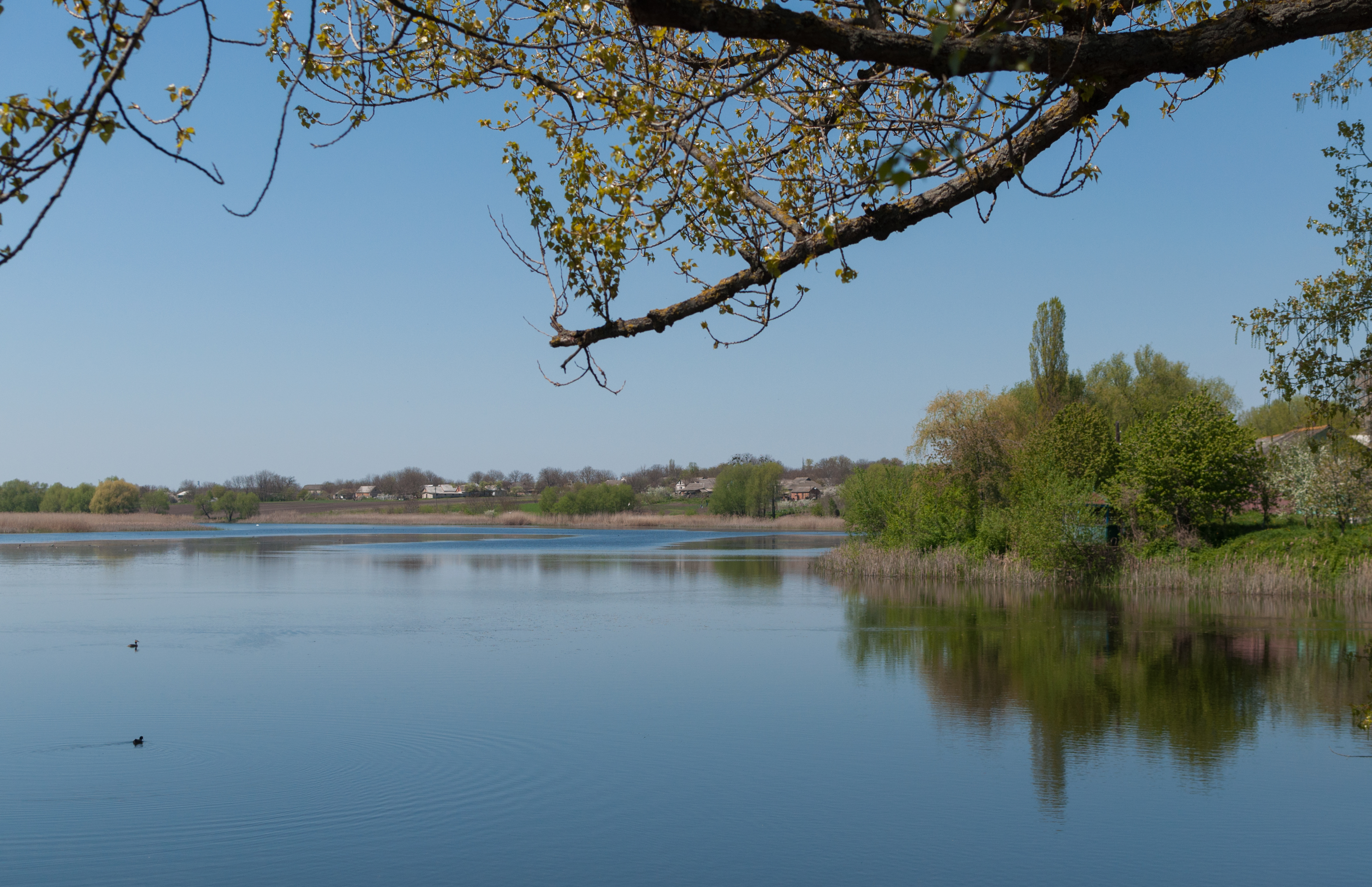
Став
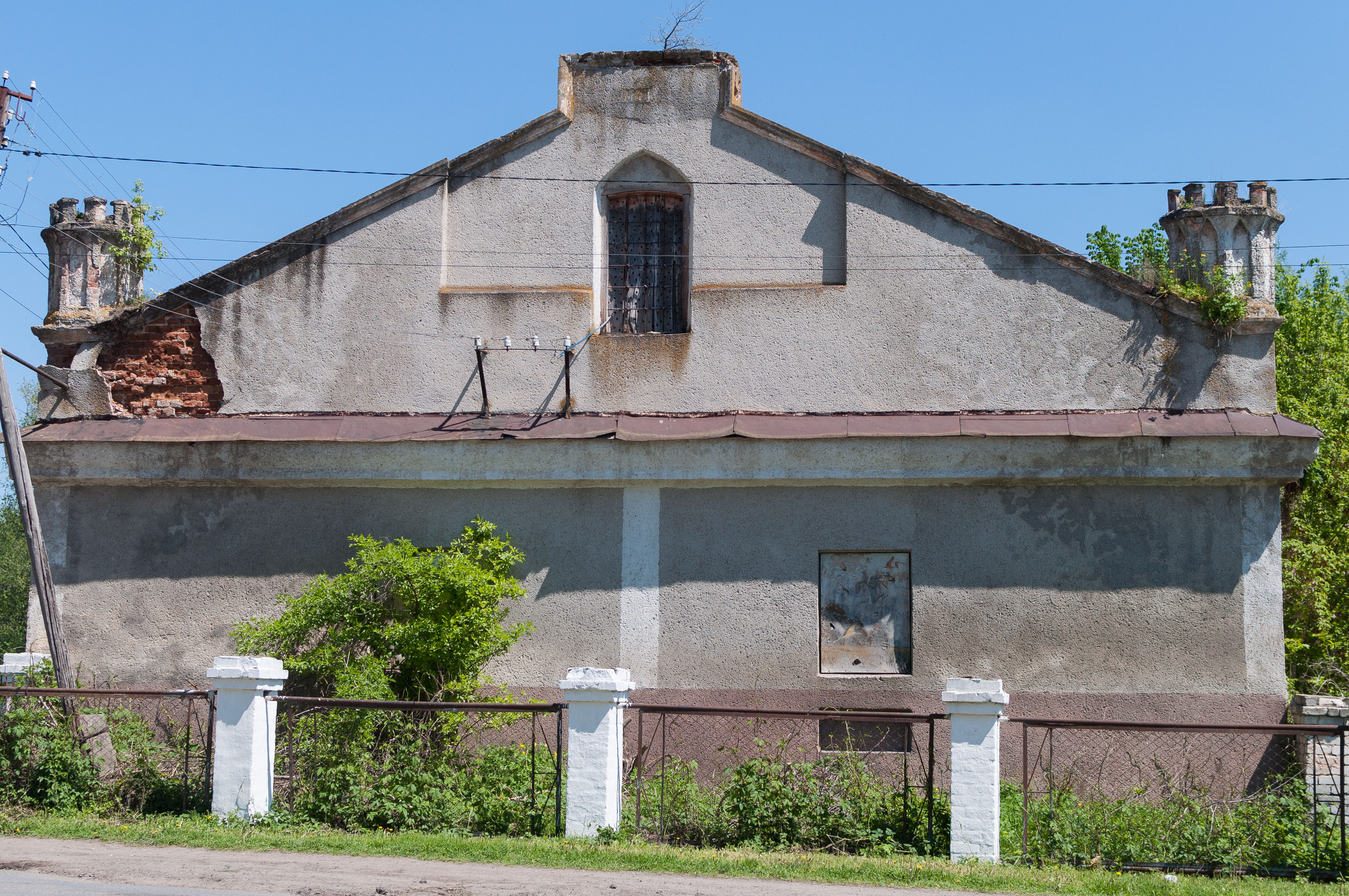
Комора панської садиби